# Ганнибал (телесериал)
«Ганниба́л» (англ. Hannibal) — американский телевизионный триллер канала NBC. Автор телеверсии — Брайан Фуллер, написавший сценарий по мотивам серии романов Томаса Харриса. В центре сюжета — взаимоотношения специального агента ФБР Уилла Грэма и психотерапевта доктора Ганнибала Лектера. Пилотный эпизод снял исполнительный продюсер Дэвид Слэйд. Премьера сериала состоялась 4 апреля 2013 года на канале NBC.
Все названия эпизодов первого сезона взяты из французской кухни, все названия серий второго сезона взяты из японской кухни. 9 мая 2014 года сериал был продлён на третий сезон. Названия части эпизодов третьего сезона позаимствованы из итальянской кухни. Выход в эфир состоялся 4 июня 2015 года на телеканале NBC и 5 июня 2015 на телеканале Sony Sci-Fi в России и СНГ. Телеканал NBC объявил, что сериал не будет продлён на четвёртый сезон. Последняя серия вышла 29 августа 2015 года.

## Сюжет
Уилл Грэм — одарённый профайлер, лучший аналитик ФБР. Уникальное мышление Уилла позволяет быстро понять психологию людей, даже психопатов, так как Уилл прекрасно осознаёт, какие инстинкты движут ими. Но когда маньяк-убийца, которого пытается выследить Уилл, оказывается слишком умён, Грэм обращается за помощью к известному психиатру доктору Ганнибалу Лектеру. Вместе они начинают охоту за коварным убийцей, после чего Лектер становится регулярным консультантом Уилла, а также помогает ему справиться с психологической травмой.

## В ролях

### Основной состав
| Актёр             | Персонаж                | Эпизоды | Сезоны       | Сезоны       | Сезоны    |
| Актёр             | Персонаж                | Эпизоды | 1            | 2            | 3         |
| ----------------- | ----------------------- | ------- | ------------ | ------------ | --------- |
| Хью Дэнси         | Уилл Грэм               | 38      | Регулярно    | Регулярно    | Регулярно |
| Мадс Миккельсен   | Доктор Ганнибал Лектер  | 39      | Регулярно    | Регулярно    | Регулярно |
| Каролин Даверна   | Доктор Алана Блум       | 36      | Регулярно    | Регулярно    | Регулярно |
| Эттьенн Парк      | Беверли Катц            | 18      | Регулярно    | Регулярно    |           |
| Лоренс Фишберн    | Джек Кроуфорд           | 38      | Регулярно    | Регулярно    | Регулярно |
| Скотт Томпсон     | Джимми Прайс            | 27      | Периодически | Регулярно    | Регулярно |
| Аарон Абрамс      | Брайан Зеллер           | 27      | Периодически | Регулярно    | Регулярно |
| Джиллиан Андерсон | Доктор Беделия Дю Морье | 22      | Периодически | Периодически | Регулярно |

### Второстепенный состав
| Актёр                                       | Персонаж                  | Эпизоды | Сезоны       | Сезоны       | Сезоны       |
| Актёр                                       | Персонаж                  | Эпизоды | 1            | 2            | 3            |
| ------------------------------------------- | ------------------------- | ------- | ------------ | ------------ | ------------ |
| Рауль Эспарса                               | Доктор Фредерик Чилтон    | 12      | Периодически | Периодически | Периодически |
| Лара Джин Чоростецки                        | Фредерика «Фредди» Лаундс | 13      | Периодически | Периодически | Периодически |
| Кейси Рол                                   | Эбигейл Хоббс             | 13      | Периодически | Периодически | Периодически |
| Эдди Иззард                                 | Доктор Абель Гидеон       | 6       | Периодически | Периодически | Гость        |
| Джина Торрес                                | Филлис «Белла» Кроуфорд   | 5       | Периодически | Периодически | Гость        |
| Владимир Джон Кубрт                         | Гаррет Джейкоб Хоббс      | 10      | Периодически | Гость        | Гость        |
| Анна Кламски                                | Мириам Ласс               | 4       | Периодически | Периодически |              |
| Майкл Питт (2 сезон) Джо Андерсон (3 сезон) | Мэйсон Вергер             | 7       |              | Периодически | Периодически |
| Кэтрин Изабель                              | Марго Вергер              | 9       |              | Периодически | Периодически |
| Синтия Никсон                               | Кейд Прурнелл             | 4       |              | Периодически |              |
| Ричард Армитидж                             | Френсис Долархайд         | 6       |              |              | Периодически |
| Фортунато Серлино                           | Инспектор Ринальдо Пацци  | 4       |              |              | Периодически |
| Тао Окамото                                 | Чийо                      | 4       |              |              | Периодически |
| Гленн Флешлер                               | Доктор Корделл Домлинг    | 3       |              |              | Периодически |
| Нина Арианда                                | Молли Грэм                | 4       |              |              | Периодически |
| Рутина Уэсли                                | Риба Макклейн             | 5       |              |              | Периодически |

## Эпизоды
| Сезон | Сезон | Эпизоды | Оригинальная дата выхода | Оригинальная дата выхода |
| Сезон | Сезон | Эпизоды | Премьера сезона          | Финал сезона             |
| ----- | ----- | ------- | ------------------------ | ------------------------ |
|       | 1     | 13      | 4 апреля 2013            | 20 июня 2013             |
|       | 2     | 13      | 28 февраля 2014          | 23 мая 2014              |
|       | 3     | 13      | 4 июня 2015              | 29 августа 2015          |

## Производство
Канал NBC начал работу над проектом ещё в 2011 году, когда в ноябре Кэти О’Коннелл привлекла к написанию сценария пилота своего давнего друга Брайана Фуллера, работавшего над сериалом «Герои». Канал обеспечил проекту финансовую поддержку ещё до того, как сценарий был закончен. 14 февраля 2012 года сценарий получил одобрение продюсеров, которые в итоге заказали полный сезон из 13 эпизодов, впечатлившись работой Фуллера. Вскоре начался производственный период.

### Кастинг
Британский актёр Хью Дэнси стал первым актёром, получившим роль в сериале — он исполняет роль агента ФБР Уилла Грэма, который обращается к доктору Лектеру за помощью в расследовании серии убийств. Режиссёр фильмов «30 дней ночи» и «Сумерки. Сага. Затмение» Дэвид Слэйд, ранее снявший пилотный эпизод шоу «Пробуждение», а также выполнявший обязанности исполнительного продюсера. В июне 2012 года датский актёр Мадс Миккельсен получил роль доктора Лектера. Съёмки пилота начались 27 августа 2012 года. Хосе Андрес Пуэрта был привлечён к проекту в качестве консультанта по кулинарии.
В интервью для Entertainment Weekly Брайан Фуллер сказал: «Использование кабельной модели на телевидении даёт возможность рассказывать о серьёзных вещах, которые многие умалчивают». Высказываясь о персонаже Лектера, Фуллер говорит: «В том, как мы „подаём“ этого персонажа есть замечательная черта — он не показан типичным злодеем. Если зрители не знают, кто он, то он не произведёт такого эффекта. Поэтому мы решили использовать принцип Хичкока по нагнетанию обстановки — показать бомбу, которая может в любой момент взорваться». Фуллер называет отношения Грэма и Лектера «историей любви», отмечая что в фильмах Лектер говорит Уиллу «ты похож на меня больше, чем тебе кажется» — «в ходе первых двух сезонов мы докопаемся до сути этих слов».

### Съёмки
Съёмки первых двух сезонов сериала велись в Торонто, Онтарио в Канаде. Третий сезон снимался в Канаде, Италии и Франции.

### Закрытие
22 июня 2015 года телеканал NBC объявил о закрытии «Ганнибала» после третьего сезона. Брайан Фуллер начал переговоры о возобновлении сериала с потоковыми сервисами Amazon Prime и Netflix, однако они отказались принять шоу у себя. В июле актёрский состав был распущен в связи с истечением срока действия контрактов. Несмотря на это, Мадс Миккельсен и Хью Дэнси выразили интерес к дальнейшему участию в сериале в случае его возобновления.